# Tadej Slabe

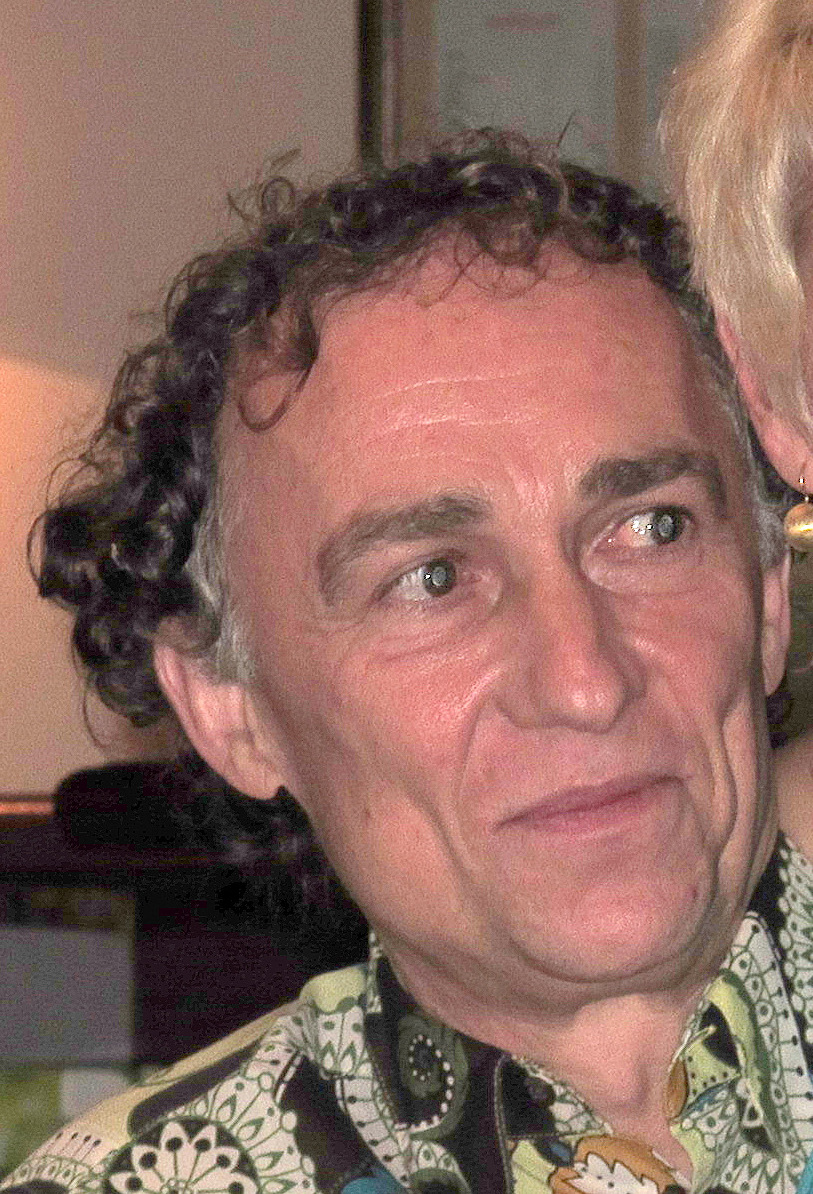
Tadej Slabe

Tadej Slabe (* 3. April 1959 in Kranj) ist ein slowenischer Geograph, Höhlenforscher und Sportkletterer.
Als Kletterer machte sich Tadej Slabe besonders um die Erschließung des Klettergebiets von Osp in Slowenien verdient, das heute als das international bedeutendste Klettergebiet Sloweniens gilt. Hier gelang ihm die 1992 die Erstbegehung der Route Za staro kolo in majhnega psa im Schwierigkeitsgrad 8c+, die einige Jahre zu den schwierigsten der Welt zählte. 1993 konnte er den ersten Teil der Route Sanjski par (8c) erstbegehen.
Tadej Slabe promovierte 1992 im Fach Geographie und ist seither als Wissenschaftler besonders in der Erforschung des slowenischen Karsts und seiner Höhlen tätig, hat aber auch Forschungstätigkeit in Karstgebieten China, Japan, Frankreich und dem Iran vorzuweisen. Seit 1995 ist er Leiter des Inštitut za raziskovanje krasa (Institut für Karstforschung) in Postojna, einem Institut der Slowenischen Akademie der Wissenschaften und Künste. Einen Schwerpunkt seiner Arbeit bildet die Erforschung der Einflüsse menschlicher Interventionen, insbesondere des Straßenbaus auf Karstlandschaften. Darüber hinaus ist Tadej Slabe Mitglied der Kommission für Karsthydrographie und Speläogenese in der International Union of Speleology. Er veröffentlichte auch zahlreiche wissenschaftliche Artikel, unter anderem im International Journal of Speleology.

## Werk
- Cave rocky relief and its speleogenetical significance, Ljubljana: Znanstvenoraziskovalni center SAZU, 1995, ISBN 961-6182-03-X
- Mit Martin Knez: Unroofed caves are an important feature of karst surfaces: examples from the classical karst. Z. Geomorphol., 46, Nr. 2, S. 181–191
- Mit Martin Knez: Karstology and the opening of caves during motorway construction in the karst region of Slovenia. Int. J. Speleol. (Ed. ital.), 2004(2002), letn. 31, Nr. 1/4, S. 159–168
- Two experimental modelings of karst rock relief in plaster: subcutaneous "rock teeth" and "rock peaks" exposed to rain. Z. Geomorphol., 2005, bd. 49, hft. 1, str. 107–119
- Mit Martin Knez: Kraški pojavi, razkriti med gradnjo slovenskih avtocest - Zbirka Carsologica, 2007, ISBN  	978-961-254-030-2